# ザ・プログレッシヴ・ブルーズ・エクスペリメント
『ザ・プログレッシヴ・ブルーズ・エクスペリメント』（The Progressive Blues Experiment）は、アメリカ合衆国のブルース・ミュージシャン、ジョニー・ウィンターが発表した初のアルバム。1968年8月に録音され、同年、大手レーベルの関心を集めるための非商用レコードとしてソノビート・レコードからリリースされた。その後リバティ・レコード傘下のインペリアル・レコードが本作の原盤権を買い取り、1969年3月に再発盤をリリースしている。

## 解説
オースティンのクラブVulcan Gas Companyにおいて、観客のいない状態でライヴ・レコーディングされた。オリジナル4曲とブルースのカヴァー6曲が収録されており、「ミーン・タウン・ブルーズ」とB.B.キングのカヴァー「イッツ・マイ・オウン・フォールト」は、アルバム『ライヴ』（1971年）にライヴ・ヴァージョンが収録されている。
1968年にソノビート・レコードからリリースされたLPは、シンプルな白いジャケットだったが、インペリアル・レコードからリリースされた再発盤はジャケットが変更された。また、1973年にユナイテッド・アーティスツ・レコードからリリースされたアメリカ盤LPは、タイトルが『Austin Texas』に変更され、ジャケットもインペリアル盤とは異なる。2005年のリマスターCDは、インペリアル盤に準じたジャケットになっている。

## 収録曲
特記なき楽曲はジョニー・ウィンター作。
1. ローリン・アンド・タンブリン - "Rollin' and Tumblin'" (McKinley Morganfield) - 3:11
2. マディに捧ぐ - "Tribute to Muddy" - 6:20
3. アイ・ガット・ラヴ・イフ・ユー・ウォント・イット - "I Got Love If You Want It" (James Moore) - 3:53
4. バッド・ラック・アンド・トラブル - "Bad Luck and Trouble" - 3:40
5. ヘルプ・ミー - "Help Me" (Sonny Boy Williamson, Ralph Bass, Willie Dixon) - 3:48
6. ミーン・タウン・ブルーズ - "Mean Town Blues" - 4:27
7. ブローク・ダウン・エンジン - "Broke Down Engine" (Andy Fernbach) - 2:48
8. ブラック・キャット・ボーン - "Black Cat Bone" - 3:46
9. イッツ・マイ・オウン・フォールト - "It's My Own Fault" (B.B. King, Jules Taub) - 7:20
10. フォーティー・フォー - "Forty-Four" (Chester Burnett) - 3:30

## 参加ミュージシャン
- ジョニー・ウィンター - ボーカル、ギター、マンドリン
- トミー・シャノン - ベース
- アンクル・ジョン・"レッド"・ターナー - ドラムス